# Karl Maier
Karl Maier (ur. 1957 w Erding) – niemiecki żużlowiec, występujący również na długim torze.

## Życiorys
Jest siedmiokrotnym medalistą Indywidualnych Mistrzostw Republiki Federalnej Niemiec (dwukrotnie srebrnym – 1981, 1983 oraz pięciokrotnie brązowym – 1978, 1984, 1986, 1987, 1988). Pięć razy uczestniczył w finałach Indywidualnych Mistrzostw Świata (Norden 1983 – IX m., Göteborg 1984 – IX m., Bradford 1985 – XVI m., Chorzów 1986 – XIII m., Monachium 1989 – XI m.), dwa razy – w finałach Drużynowych Mistrzostw Świata (Olching 1981 – brązowy medal, Londyn 1982 – brązowy medal) oraz trzy razy – w finałach Mistrzostw Świata Par (Göteborg 1983 – VI m., Pocking 1986 – VI m., Leszno 1989 – IV m.).
Największe sukcesy w karierze odniósł w wyścigach na długim torze. W rozgrywkach o Indywidualne Mistrzostwo Świata zdobył 10 medali: 4 złote (1980, 1982, 1987, 1988), 2 srebrne (1990, 1993) oraz 4 brązowe (1983, 1984, 1989, 1992).